# マイケル・アイズナー
マイケル・ダマン・アイズナー（Michael Dammann Eisner、1942年3月7日 - ）は、アメリカ合衆国のテレビプロデューサー、映画プロデューサー、実業家。ウォルト・ディズニー・カンパニー元最高経営責任者（1984年 - 2005年）。倒産寸前のディズニー社を救った「救世主4人」のうちの1人でもある。

## ディズニー入社以前
ニューヨーク州マウントキスコ生まれ。チェコから移住した裕福な東欧系ユダヤ人の家庭で育った。ローレンスビル・スクールを卒業後デニソン大学に入学、1964年に英文学の学士を取得。NBCやCBSを経て、ABCのバリー・ディラーに力量を買われ1966年にABCへ入社となる。テレビ番組の制作に従事し、最終的には上級副社長にまで昇進。米国三大ネットワークで視聴率最下位だったABCを一位に押し上げた（プライムタイム視聴率で首位に立つのは1976～77シーズンのため、正確な記述ではない。また1975年よりフレッド・ピアス、フレッド・シルバーマンが前線に立ちABCの躍進が始まるが、その頃には退社している）。
1974年にディラーはパラマウント映画の会長に移籍し、1976年にアイズナーを同社の社長兼最高執行責任者に任命した。在職中、パラマウント映画は『サタデー・ナイト・フィーバー』や『スタートレック』、『レイダース/失われたアーク《聖櫃》』、『ビバリーヒルズ・コップ』といったヒット作を飛ばし、低迷していたパラマウント映画を高い収益を上げる会社に成長させた。

## ディズニーCEO時代
1984年9月22日にウォルト・ディズニー・カンパニー（以下ディズニー）の会長兼最高経営責任者(CEO)に就任。ディズニー社のトップにユダヤ系が就いたのは創業以来初のことだった。
翌年の9月に収入は前年比27％、税引後利益は5％、営業利益は32％の好成績を収めた。
乗っ取り屋に狙われたようにディズニーは土地やホテルの資産、潤沢なキャッシュフローがある面で、経営陣はリスクのある分野に停滞していた。
アイズナーは、リスクを負わなければ拡大は出来ないと、テーマパークが七割以上を占める収入構造を改めさせ、それまでライブラリーに頼り４年に一回の新作映画を製作させていた映画部門を再建、拡大。１年に４作以上の新作を作らせるように転換した。また事実上撤退していたテレビネットワークへも復帰。ディズニーチャンネルでは新作が増え、ペイテレビだけでなく飛行機の機内上映やビデオを市場に出した。遊園地事業も宣伝費用を掛け、娯楽施設に新しい企画を導入し集客の維持、拡大へ繋げたが、アイズナーの手腕が最も発揮された点は消費者向け商品であるキャラクター商品だった。それ以前にもディズニーの製品はライセンス生産を含めて二千点近くあったが、これを拡大させ、若い世代が身につけるファッションや小物類といった新たな市場を開拓した。業績が上がればＣＦも潤沢となり、1996年にはABCを、1998年にはインフォシークを買収。こうしてディズニーを各メディアを横断したメガメディアとして再生させることになり、アイズナーは90年代のメディアモーグルとして、「ディズニーの奇跡」と呼ばれる高い業績をあげた経営者と評価された。
強烈な個性の持ち主で何にでも口を出さないと気がすまないマイクロ・マネジメント派として、就任以来創業者一族とは激しく対立した。2003年11月にロイ・E・ディズニー（ウォルト・ディズニーの甥）はアイズナーの経営方針に反発しディズニーの副会長職を辞任するなど創業者一族との軋轢が表面化する。この際ロイを始めとする創業者一族はアイズナーを「伝統を無視し、創業者一族の意向に配慮しない」などと激しく批判した。
また、アイズナーと同じく強烈な個性の持ち主のピクサーのスティーブ・ジョブズとの関係も始終芳しくなかった。経営者としてはトップダウン方式で極めて優秀な手腕を発揮したアイズナーだったが、クリエイターとしての素質はなく、安易なシリーズものを連発させ、結果としてディズニーのアニメ映画制作の作品的質を凋落させ、2000年代後半にはピクサー及びドリームワークスに完全に水をあけられることとなった。アイズナー辞任後のディズニーは、完全子会社化したピクサーからジョン・ラセターを制作総指揮に迎えるなどしている。
また、この間アイズナーの独裁的態度と映画製作についての作家性の無理解を嫌う関係者は、アイズナーが東欧ユダヤ系であるにもかかわらず彼が支配するディズニーを「マウシュヴィッツ」と揶揄していた。児童労働などによるディズニーの人権侵害の問題は度々批判され、米国政府はアイズナー宛てに労働条件改善を促す親書を送った際はアイズナーはこれを無視。ハイチの工場を閉鎖して中国への移転を断行した。
2000年代に入るとディズニーは再び業績が悪化。2001年にはアイズナーが会長になる上で最大の貢献をした投資家のシド・バスも株を手放した。さらに2004年3月に開かれた年次株主総会では、業績悪化などを理由とする不信任投票が43%で信任された。これを受けて2005年3月に最高経営責任者職辞任を表明、同年9月末に同職を辞した。後任は同じユダヤ系のボブ・アイガー（社長兼最高執行責任者(COO)からの内部昇格）だった。
20年に渡る在任中に得た収入は1,000億円をゆうに越え、CEO退職後も3年間は退職金などで少なくとも19億円の収入は確保された。

## ディズニー退職後
ディズニー辞職後は投資家に転身し、2005年に投資会社Tornanteを設立。主にメディアおよびエンタテインメント業界の新興企業に対し投資を行っている。2006年4月には動画共有サイト「Veoh」を運営するVeoh Networksに出資し、同社の取締役に就任した。2007年3月にはオンラインビデオ制作スタジオVuguruを設立した。
2005年10月7日、アイズナーはチャーリー・ローズの代役としてテレビ番組『The Charlie Rose Show』の司会を務め、ジョン・トラボルタとかつての上司、バリー・ディラーをゲストに迎えた。これに目をつけたCNBC社長マーク・ホフマンは2006年初めアイズナーをトーク番組の司会者に抜擢し、『Conversations with Michael Eisner』がスタートした。主に実業界、エンタテインメント業界、政界の著名人に対しインタビューを行っている。アイズナーは同番組のエグゼクティブプロデューサーも務めている。
2017年8月、ポーツマスFCを576万ポンド（約8億3500万円）で買収し、オーナーに就任した。

## 著書
- Michael D. Eisner, Tony Schwartz: Work in Progress, New York, Random House, 1998, ISBN 0375500715

（和訳版）『ディズニー・ドリームの発想』、布施由紀子訳、徳間書店、2000年、ISBN 4198612285（上）、ISBN 4198612293（下）
- Michael D. Eisner: Camp, New York, Little, Brown & Company, 2005, ISBN 9780446533690